# 真武湯

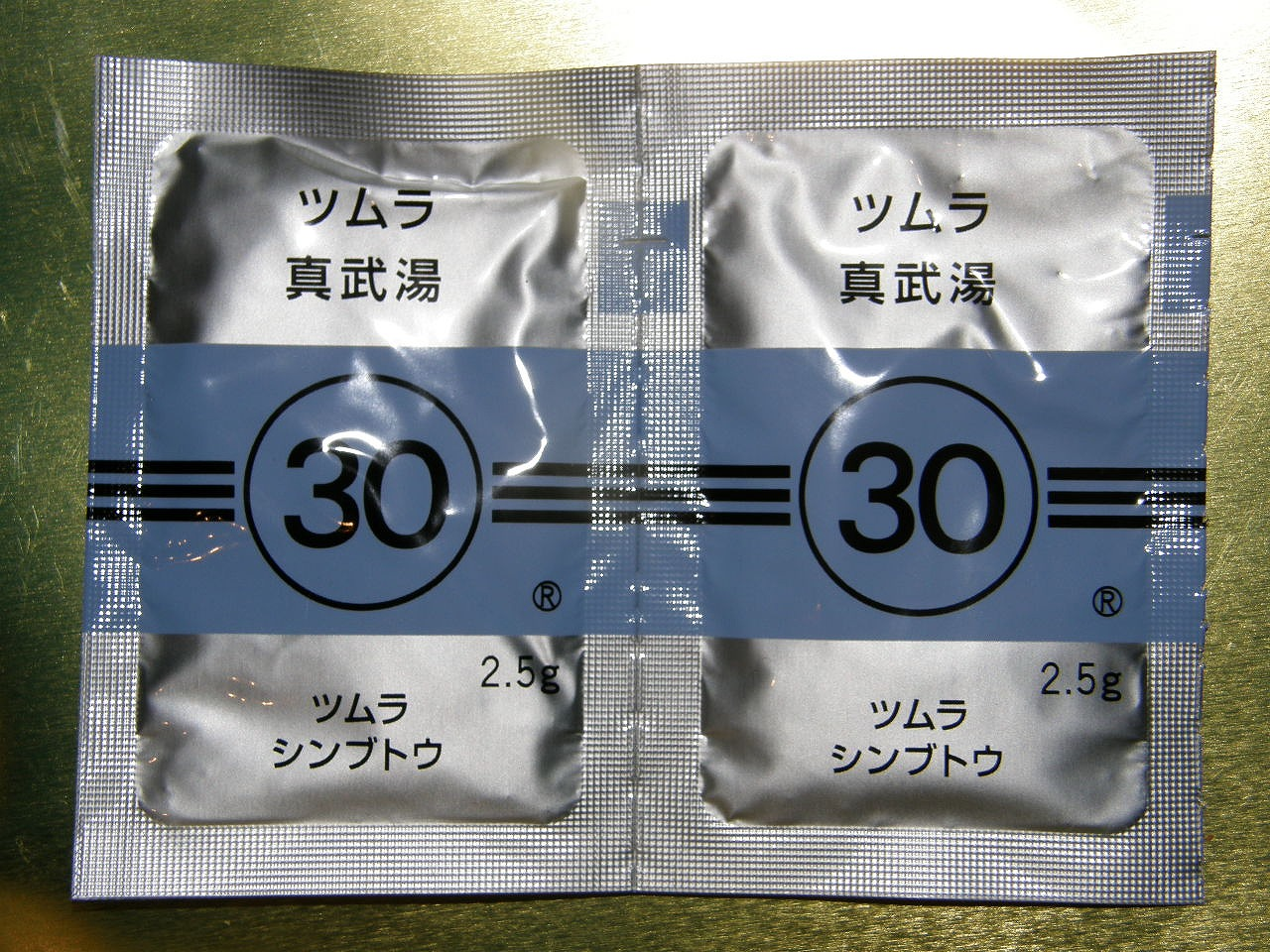
真武湯（ツムラ）

真武湯（しんぶとう）は、漢方方剤の中でも下痢症や腹痛などに処方される漢方薬。出典は『傷寒論』。

## 概要
漢時代の『傷寒論』という書物でも紹介される寒証・虚証に適した代表的な方剤。元来は玄武湯と呼ばれていたものの、宋の皇帝の名（趙玄朗）と重複することから真武湯と改称された。玄武は中国の神話に登場する四神の1つで、北方の守護神である。四神の神獣とは青竜、白虎、朱雀、玄武である。主薬である附子が黒色であることから、玄武湯と呼ばれるようになった。
虚証、寒証、湿証などに効果がある。
すなわち体を温め、水分の循環をよくし体全体の機能を高める働きがある。また、鎮痛効果も持ち合わせる。冷え性で痩せ型の者や、虚弱体質、体力が低下し、腹痛・下痢などを起こしやすい体質に向く処方である。冷え性、めまい、下痢、消化不良、慢性腸炎、風邪などに効果がある。寒証向けの方剤ゆえ、一般に体力が充実し、のぼせがあり暑がりである人（実証・熱証）には禁忌。

## 構成生薬
- 茯苓 5.0 - 体内に溜まった水分の排泄[1]。
- 蒼朮[注 1] 3.0 - 体内に溜まった水分の排泄[1]。
- 芍薬 3.0 - 鎮痛作用[1]。
- 生姜 3.0
- 附子 0.5 - 体を温めて痛みを取り去る作用[1]。

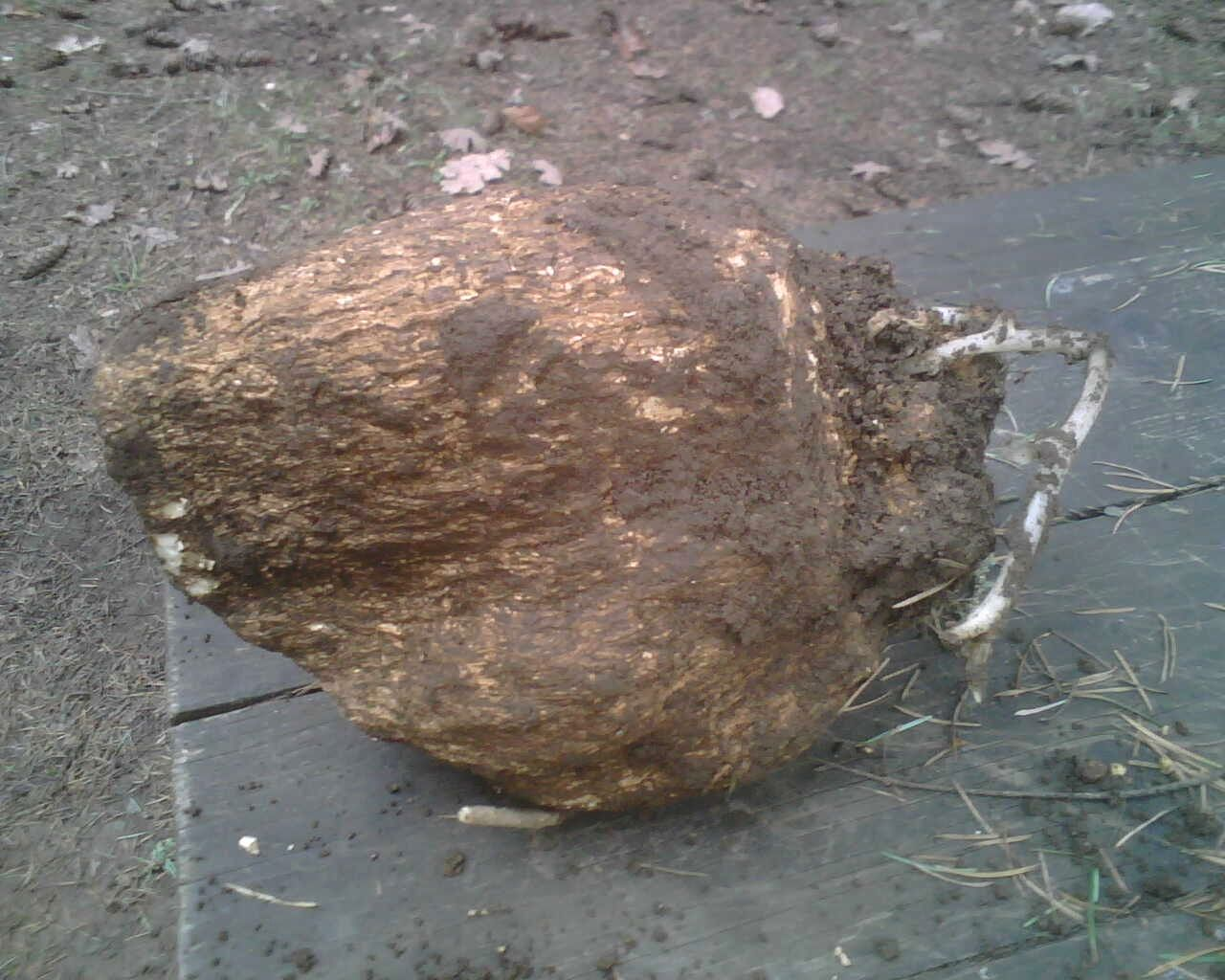
茯苓
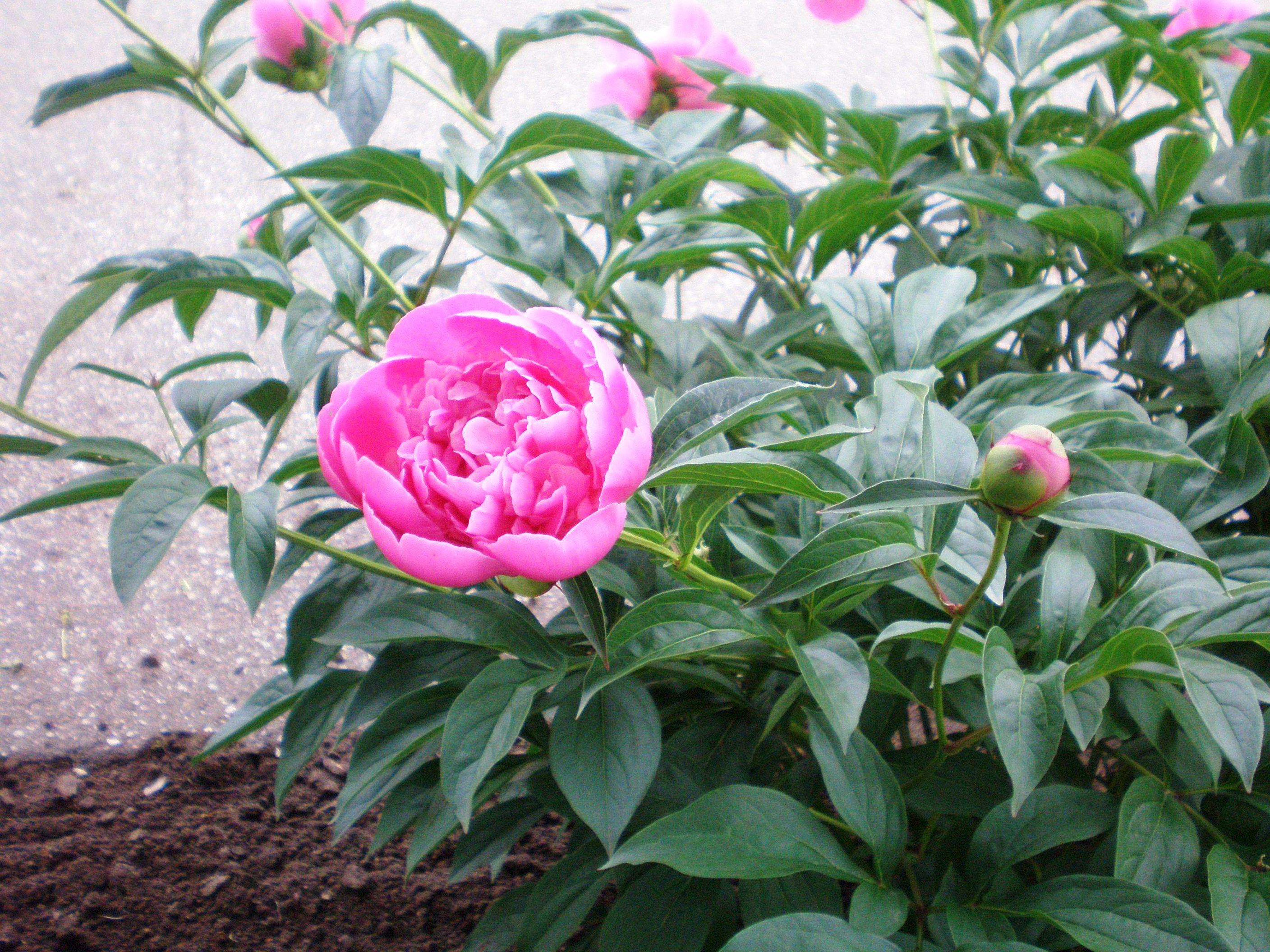
芍薬
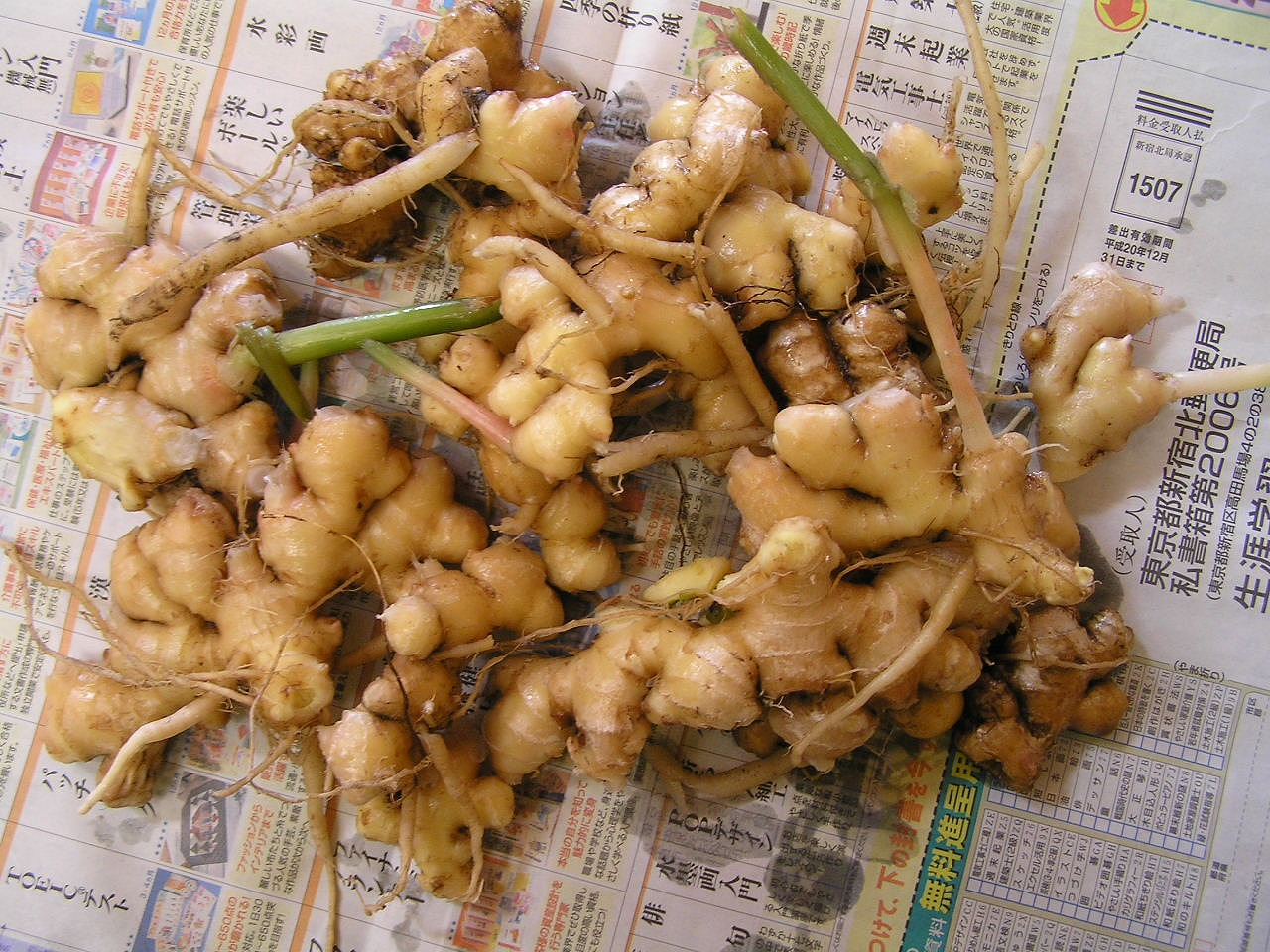
生姜
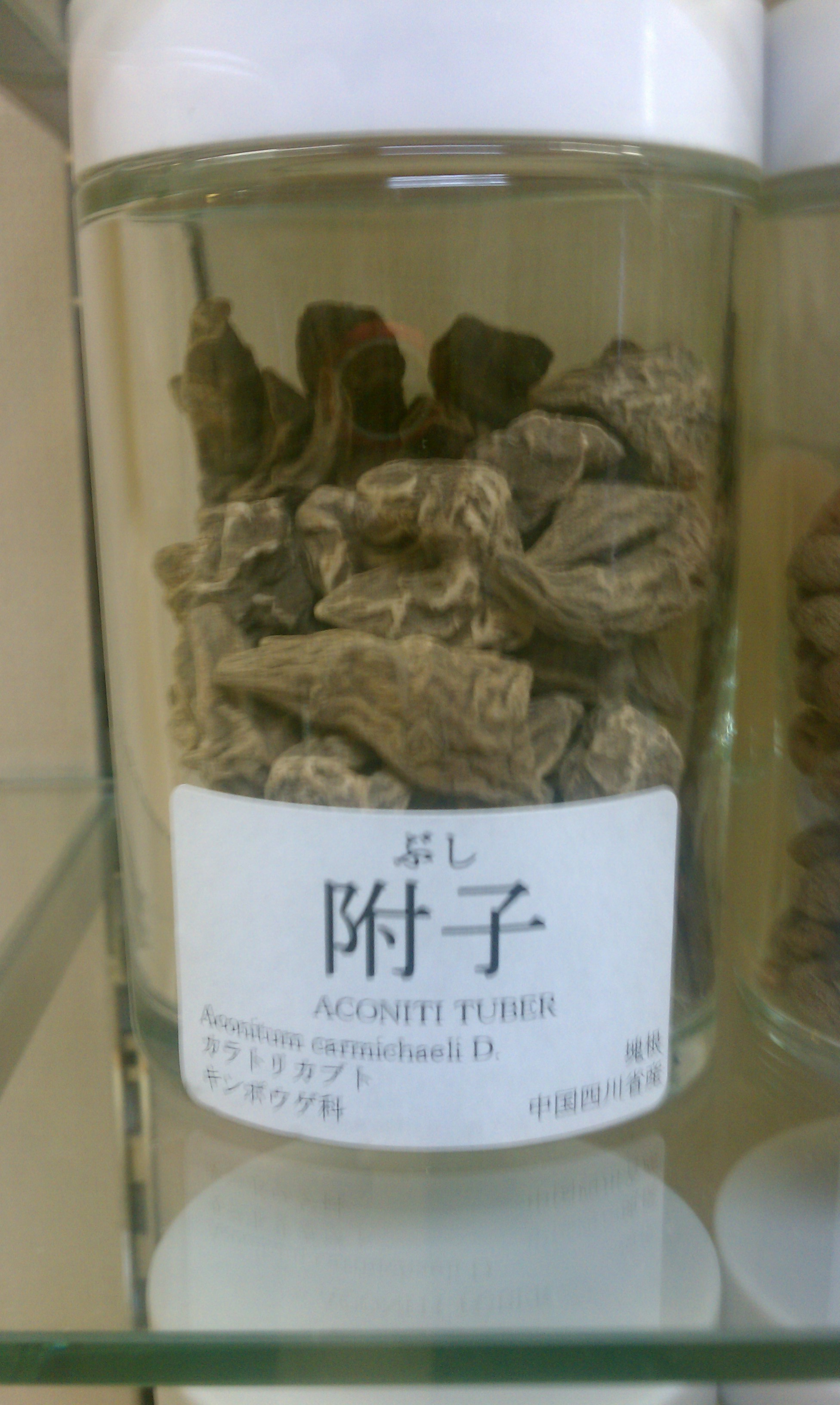
附子

## 適応[1]
- 虚弱体質
- 胃腸障害
- 胃下垂、胃アトニー、消化不良、慢性下痢
- 慢性腸炎
- 慢性腎炎
- ネフローゼ
- 疲労倦怠
- 風邪
- 腹膜炎
- 心不全による心悸亢進、心臓弁膜症
- 脳溢血
- 高血圧症
- 低血圧症
- リウマチ
- 神経症
- 老人性そう痒症[1]

## 副作用
- 食欲不振
- 胃の不快感
- 吐き気
- 動悸
- のぼせ
- 舌のしびれ
- 発疹
- 発赤
- かゆみ

体質によって、服用時のむかつき、食欲不振、動悸やのぼせ、舌のしびれなどがみられる。附子（ぶし）は、のぼせ傾向の人には適せず、のぼせ、しびれ感が出る場合には服用を中止する。

## 注意事項
1. 実証・熱証には禁忌。
2. 高齢者は生理機能の低下のため減量、小児は附子含有のため注意[2]。
3. 妊産婦は附子の副作用が出現しやすく投与を控える[2]。
4. 附子を含む他の方剤との飲みあわせには、注意が必要。
5. 1ヵ月以上服用しても症状がよくならない場合は医師に相談。
6. 食前もしくは食間に服用。